# Phare de Seul Choix

Le phare de Seul Choix (en anglais : Seul Choix Light), est un phare au nord-ouest du lac Michigan situé dans un parc d'État près Doyle Township (en) et à 18 km à l'est de Manistique du Comté de Schoolcraft, Michigan.
Ce phare est inscrit au Registre national des lieux historiques depuis le 19 juillet 1984 sous le n° 84001846 et au Michigan State Historic Preservation Office depuis le 21 août 1987.

## Historique
Seul Choix point est le seul port de refuge le long d'un tronçon de littoral très dangereux. Son nom français est "seul choix", suggérant qu'il a été utilisé comme refuge par les premiers commerçants français dans ce domaine. Les références locales indiquent que la prononciation correcte est "Sis-shwa", supposé être le nom commun utilisé à la fois par les coureurs des bois français et les Amérindiens avec lesquels ils faisaient du commerce.
Dans les années 1880, le trafic maritime a augmenté entre les ports de la rive ouest du lac Michigan et Green Bay d'une part, et le détroit de Mackinac d'autre part. Bien que le phare de l'île Sainte-Hélène ait marqué l'entrée ouest du détroit et que le phare de l'île de la Pauvreté ait allumé l'entrée de Big Bay de Noc (en), il n'y avait pas de phares pour aider les marins à naviguer sur un tronçon non équipé de 160 km sur la rive sud de la péninsule supérieure du Michigan.

### Le phare
L'United States Lighthouse Board a cherché à marquer le port abri et à fournir un repère visuel entre les deux feux existants. Après une enquête et des retards considérables, le résultat a été la construction de ce phare. Il comprenait également un bâtiment séparé pour les cornes de brume et une station de sauvetage. Bien qu'il ait été construit deux décennies plus tard, la conception de cette lumière est similaire au phare d'Au Sable qui a été conçue par Orlando Metcalfe Poe, qui ressemble également au phare de Grosse Point. Le bâtiment est conçu dans une architecture de style italianisant.
L'optique d'origine était une lentille de Fresnel Henry-LePaute du troisième ordre fixe. Après son retrait en 1973, il a été hébergé au Steamship Valley Camp Museum de Sault Ste. Marie, mais est maintenant dans une collection privée selon une pancarte dans la maison du gardien. Lorsque la lumière a été automatisée, la lentille d'origine a été retirée et a été remplacée par une balise aérienne DCB-224 fabriquée par la société Carlisle & Finch (en). Dans cette configuration, sa caractéristique est un flash blanc toutes les six secondes, qui est visible sur une distance de 16 milles marins (environ 30 km) dans des conditions météorologiques claires, comme l'objectif d'origine.
En 1973, la Garde côtière a fermé la station et laissé la lumière automatisée sans pilote. Le site comprend deux maisons à carburant en briques, un atelier, une grange, une citerne dans la maison du gardien du phare, un hangar à bateaux transformé en garage, une deuxième maison de gardien, deux dépendances et un quai.

### Actuel
Le phare est exploité par la Gulliver Historical Society , en coopération avec le Michigan Department of Natural Resources (en).
Il est ouvert au public et des visites sont proposées, y compris la montée de la tour, le signal de brouillard et une très vieille pirogue monoxyle qui a été trouvée sur le site. Le phare est en phase finale de sa restauration historique, réalisée par le National Restoration, Inc. Les terrains sont ouverts toute l'année, et la lumière et le musée sont ouverts du Memorial Day jusqu'au 15 octobre.

## Description
Le phare  est une tour conique effilée en brique de 23 m de haut, avec une double galerie et une lanterne, attachée à une maison de gardien de deux étages. La tour est peinte en blanc avec une garniture noire et le toit de la lanterne est rouge.
Il émet, à une hauteur focale de 24 m, un bref flash blanc de 0,6 seconde par période de 6 secondes. Sa portée est de 16 milles nautiques (environ 29 km).

## Caractéristiques dufeu maritime
Fréquence : 6 secondes (W)
- Lumière : 0.6 seconde
- Obscurité : 5.4 secondes

Identifiant : ARLHS : USA-749 ; USCG :  7-21490 .

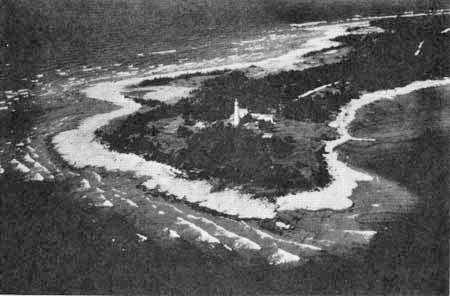
Le phare
Le phare
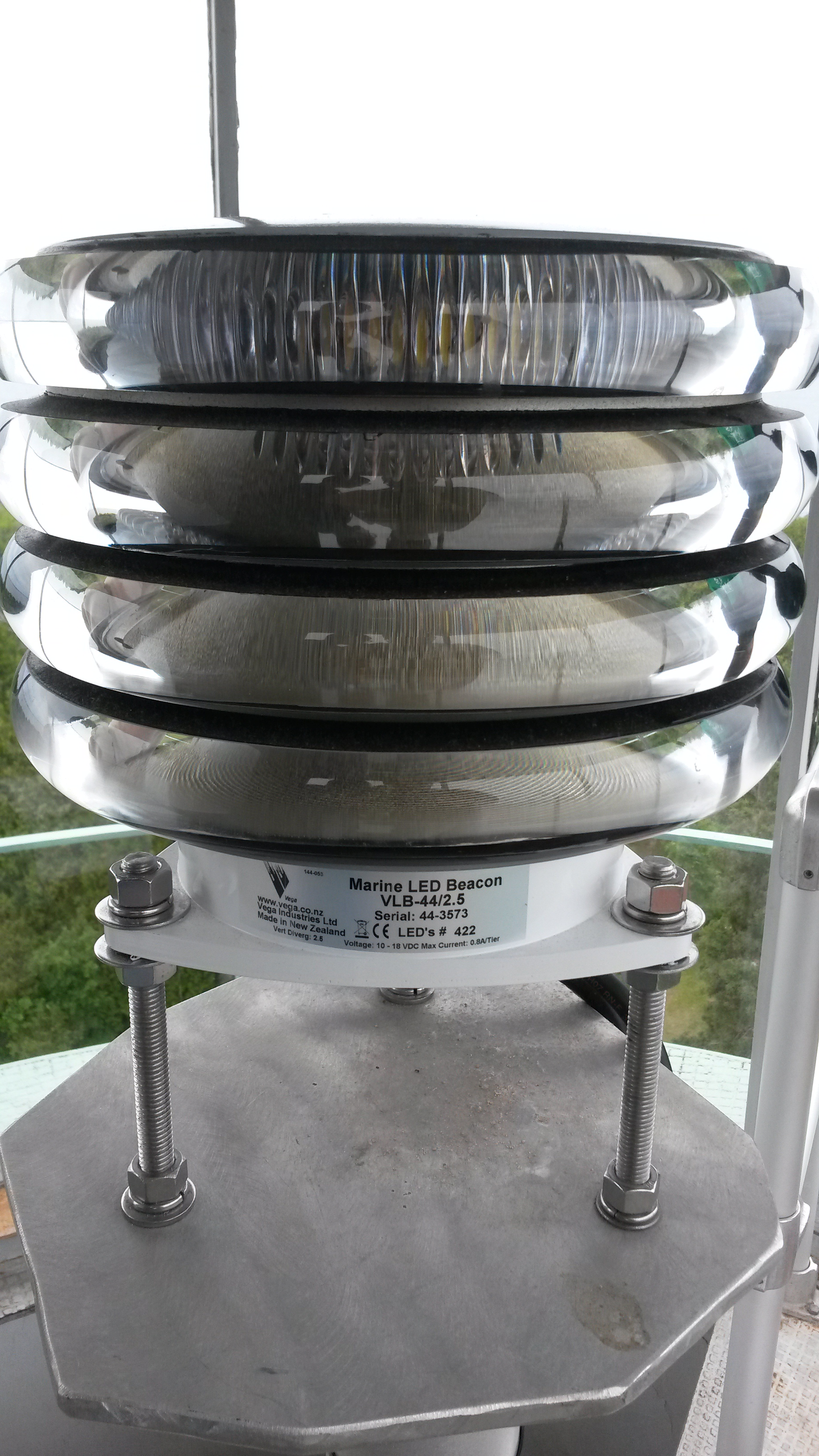
La balise

### Lien connexe
- Liste des phares au Michigan